# Aleksander Zwierzchowski
Aleksander Zwierzchowski (ur. ok. 1845) – członek organizacji miejskiej, po aresztowaniu przeszedł na służbę policji rosyjskiej. Wziął udział w prowokacji generał-policmajstra Fiodora Fiodorowicza Trepowa, który za pośrednictwem Zwierzchowskiego, udającego członka nieistniejącego nowego Rządu Narodowego ściągnął z Paryża i oddał w ręce rosyjskiej policji emigrantów m.in. Władysława Daniłowskiego.